# Marquesado de Elche

Escudo de Elche provincia de Alicante.

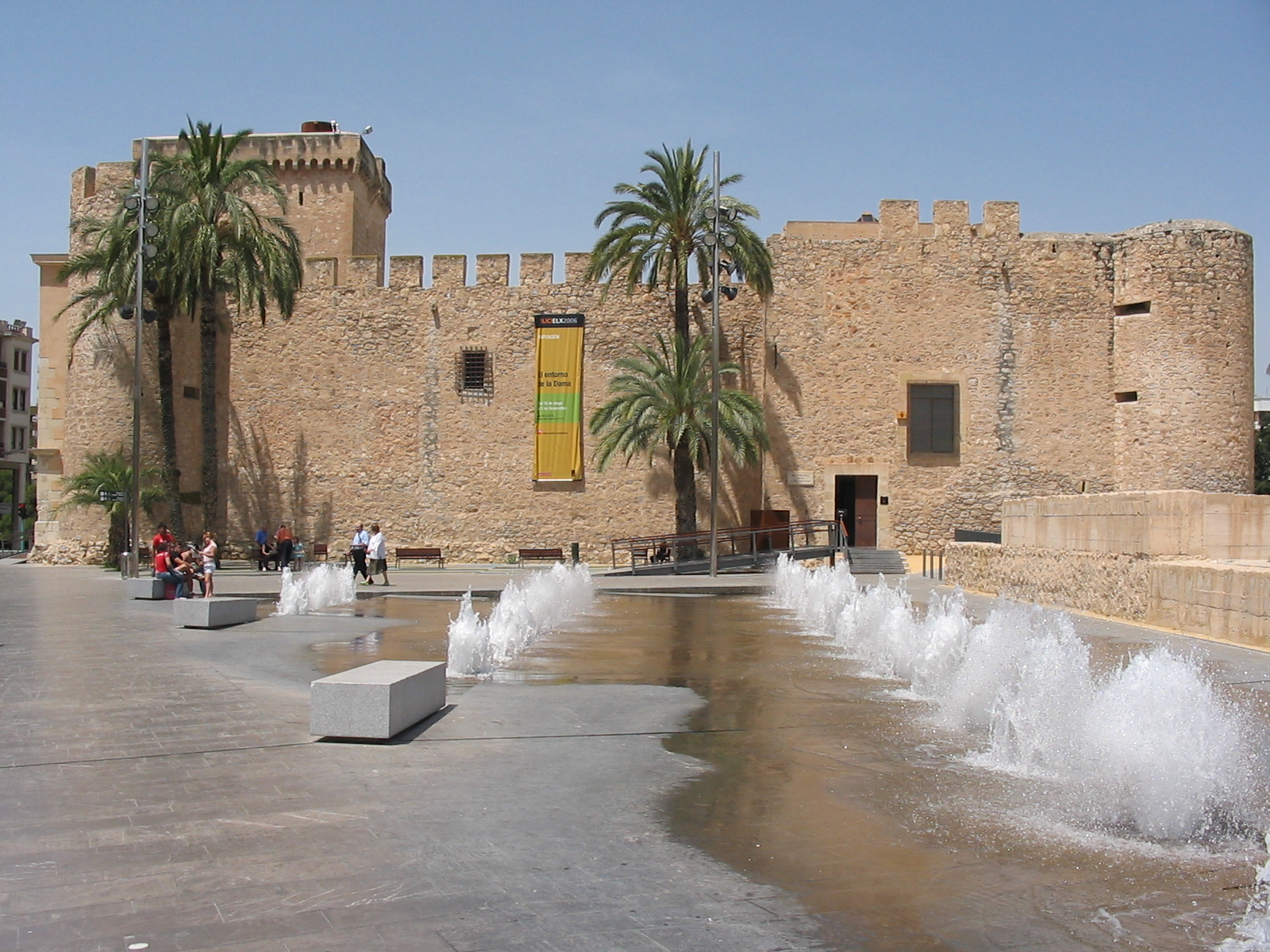
Palacio de los marqueses de Elche, duques de Maqueda, en Elche, (Alicante).

El marquesado de Elche es un título nobiliario español creado en 1520 por el rey Carlos I a favor de Bernardino de Cárdenas y Pacheco, II duque de Maqueda, para los primogénitos de la Casa Ducal de Maqueda.
Su denominación hace referencia al municipio de Elche, provincia de Alicante, Comunidad valenciana.

## Marqueses de Elche
|                       | Titular                                                          | Periodo               |
| Creación por Carlos I | Creación por Carlos I                                            | Creación por Carlos I |
| --------------------- | ---------------------------------------------------------------- | --------------------- |
| I                     | Bernardino de Cárdenas y Pacheco                                 | 1520-1560             |
| II                    | Bernardino de Cárdenas Pacheco y Velasco                         | 1560-1560             |
| III                   | Bernardino de Cárdenas y Portugal                                | 1560-1599             |
| IV                    | Bernardino de Cárdenas y Manrique de Lara                        | 1599-1599             |
| V                     | Jorge Manuel de Cárdenas y Manrique de Lara                      | 1599-1644             |
| VI                    | Jaime Manuel de Cárdenas y Manrique de Lara                      | 1644-1652.            |
| VII                   | Francisco María de Monserrat Manrique de Cárdenas                | 1652-1656.            |
| VIII                  | Teresa Antonia Manrique de Mendoza                               | 1656-1657.            |
| IX                    | Raimundo de Láncaster y Cárdenas Manrique de Lara                | 1657-1666             |
| X                     | María Guadalupe de Láncaster y Cárdenas Manrique de Lara         | 1666-1693             |
| XI                    | Joaquín Ponce de León Láncaster y Cárdenas                       | 1693-1729             |
| XII                   | Joaquín Cayetano Ponce de León y Spínola                         | 1729-1743             |
| XIII                  | Manuel Ponce de León y Spínola                                   | 1743-1744             |
| XIV                   | Francisco Ponce de León y Spínola                                | 1744-1763             |
| XV                    | Antonio Ponce de León y Spínola                                  | 1763-1780             |
| XVI                   | Vicente Joaquín Osorio de Moscoso y Guzmán                       | 1780-1816             |
| XVII                  | Vicente Isabel Osorio de Moscoso y Álvarez de Toledo             | 1816-1837             |
| XVIII                 | Vicente Pío Osorio de Moscoso y Ponce de León                    | 1837-1864             |
| XIX                   | María Eulalia Osorio de Moscoso y López de Ansó                  | 1915-1976             |
| XX                    | María del Perpetuo Socorro Osorio de Moscoso y Reynoso           | 1976-1978             |
| XXI                   | Luis María Gonzaga de Casanova Cárdenas y Barón                  | 1978-2003             |
| XXII                  | Baltasar Carlos de Casanova-Cárdenas y Habsburgo-Lorena          | 2003-2019             |
| XXIII                 | Pilar Paloma de Casanova y Barón                                 | 2019-2020             |
| XXIV                  | María de la Soledad Simitria López Becerra de Solé y de Casanova | 2020-actual titular   |

## Historia de los Marqueses de Elche
- Bernardino de Cárdenas y Pacheco (1490-1560),, I marqués de Elche, II duque de Maqueda y virrey de Navarra en el 1549.[2]

Casó con Isabel de Velasco, hija de Íñigo Fernández de Velasco y Mendoza, II duque de Frías, IV conde de Haro, y de María de Tovar, I (y única), duquesa de Toro, VI señora de Berlanga. Le sucedió su hijo:
- Bernardino de Cárdenas Pacheco y Velasco (1520-1557/60), II marqués de Elche. No llegó a ostentar el ducado de Maqueda.

Casó con Juana de Portugal, hija de Jaime IV duque de Braganza y su segunda esposa Juana de Mendoza. Le sucedió su hijo:
- Bernardino de Cárdenas y Portugal (1553-1601), III marqués de Elche, III duque de Maqueda.

Casó con Luisa Manrique de Lara, V duquesa de Nájera, VII condesa de Treviño, VIII condesa de Valencia de Don Juan, hija de Juan Esteban Manrique de Lara Acuña y Manuel, IV duque de Nájera. Le sucedió su hijo:
- Bernardino de Cárdenas y Manrique de Lara (1583-1599), IV marqués de Elche. No llegó a ostentar el ducado de Maqueda. Le sucedió su hermano:

- Jorge Manuel de Cárdenas y Manrique de Lara (1584-1644), V marqués de Elche, IV duque de Maqueda, VI duque de Nájera, VIII conde de Treviño, IX conde de Valencia de Don Juan.

Casó con Isabel de la Cueva, hija de Francisco Fernández de la Cueva, VII duque de Alburquerque, IV marqués de Cuellar etc.. Sin descendientes. Le sucedió su hermano:
- Jaime Manuel Manrique de Lara y Cárdenas (m. en 1652), VI marqués de Elche, V duque de Maqueda, VII duque de Nájera, VI marqués de Elche, IX conde de Treviño, X conde de Valencia de Don Juan, I marqués de Belmonte, (denominación de Belmonte desde 1622, luego desde 1915 la actual de Belmonte de la Vega Real). Nombrado por Felipe IV como jefe de la expedición que debía de traer a Mariana de Austria desde la frontera alemana a España. Estuvo desterrado en Elche.

Casó con Inés María de Arellano, hija de Felipe Ramírez de Arellano, VII conde de Aguilar de Inestrillas. Le sucedió su hijo único:
- Francisco María de Montserrat Manrique de Cárdenas, (cambió el orden de sus apellidos), (m. en 1656), VII marqués de Elche, VI duque de Maqueda, VIII duque de Nájera, X conde de Treviño, XI conde de Valencia de Don Juan, II marqués de Belmonte. Sin descendientes. Le sucedió la hija de María de Cárdenas y Manrique de Lara, hermana de su padre, por tanto su prima carnal:

- Teresa Antonia Manrique de Mendoza (1615-1657), (Teresa Antonia Hurtado de Mendoza y Manrique de Cárdenas), VIII marquesa de Elche, VII duquesa de Maqueda, IX duquesa de Nájera, XI condesa de Treviño, XII condesa de Valencia de Don Juan, III marquesa de Belmonte, VII marquesa de Cañete, IV condesa de la Revilla.

Casó en primeras nupcias con Fernão de Faro, conde de Vimeiro, en Portugal. Sin descendientes de este matrimonio.
Contrajo un segundo matrimonio con Juan Antonio de Torres-Portugal y Manrique, II conde de Villardompardo. Sin descendientes de este matrimonio.
Se casó en terceras nupcias con Juan de Borja y Aragón, hijo de Carlos de Aragón y Borja, II conde de Ficallo, y de María Luisa de Gurrea y Aragón, VII duquesa de Villahermosa. Sin descendientes', tampoco, de este matrimonio. Le sucedió la hija de Ana María de Cárdenas Manrique de Lara hermana de su madre y del cuarto, quinto y sexto marqueses de Elche, por tanto su primo hermano:
- Raimundo de Láncaster y Cárdenas Manrique de Lara (1631-1666), IX marqués de Elche, VIII duque de Maqueda, IV duque de Aveyro, en Portugal, marqués de Montemayor, barón de Axpe, de Planas y de Patraix. En 1665 fue promocionado a Capitán General de la Mar Océana participando en algunas misiones contra los portugueses. Vivía en Portugal al producirse la escisión portuguesa de 1640.

Casó con Claire Louise de Ligne. Sin descendientes. Le sucedió su hermana:
- María de Guadalupe de Lencastre y Cárdenas Manrique (1630-1715), X marquesa de Elche, IX duquesa de Maqueda, condesa de Montemor, VI duquesa de Aveyro, en Portugal.

Casó con Manuel Ponce de León y Fernández de Córdoba, VI duque de Arcos, marqués de Zahara, V conde de Casares, VII conde de Bailén. Le sucedió su hijo:
- Joaquín Ponce de León Láncaster y Cárdenas (m. en 1729), XI marqués de Elche, X duque de Maqueda, VII duque de Arcos, marqués de Zahara, VI conde de Casares, VII conde de Bailén, marqués de Montemayor, barón de Axpe, de Planes y de Patraix.

Casó en primeras nupcias con Teresa Enríquez de Cabrera, hija de Juan Gaspar Enríquez de Cabrera, VI duque de Medina de Rioseco, X conde de Melgar, X conde de Rueda etc.
Contrajo un segundo matrimonio con Ana María Spínola y de la Cerda, hija de Carlos Felipe Spínola y Colonna, IV marqués de los Balbases, y de Isabel María de la Cerda y Aragón, hija del duque de Medinaceli y de la duquesa de Cardona. Le sucedió su hijo:
- Joaquín Cayetano Ponce de León y Spínola (m. en 1743), XII marqués de Elche, XI duque de Maqueda, XIV duque de Nájera, VIII duque de Arcos, marqués de Zahara, IX marqués de Belmonte, conde de Bailén, conde de Casares, señor de Villagarcía.

Casó con María Teresa de Silva y Mendoza, hija de Juan de Dios Silva y Mendoza, X duque del Infantado, VI duque de Pastrana, duque de Lerma y de María Teresa de los Ríos, hija del III conde de Fernán Núñez. Sin descendientes. Le sucedió su hermano:
- Manuel Ponce de León y Spínola (1719-1744), XIII marqués de Elche, XII duque de Maqueda, XV duque de Nájera, IX duque de Arcos, marqués de Zahara,  conde de Bailén, conde de Casares, marqués de Elche, XV duque de Nájera, señor de Villagarcía. Soltero, sin descendientes. Le sucedió su hermano:

- Francisco Ponce de León y Spínola (m. en 1763), XIV marqués de Elche, XIII duque de Maqueda, XVI duque de Nájera,  X duque de Arcos, marqués de Zahara, conde de Bailén, conde de Casares, marqués de Elche, XVI duque de Nájera, señor de Villagarcía.

Casó con María del Rosario de la Cerda y Moncada, hija de Luis Antonio Fernández de Córdoba y de la Cerda, XI duque de Medinaceli, IX duque de Feria, XI duque de Segorbe, XII duque de Cardona, XI duque de Alcalá de los Gazules, VIII duque de Lerma, etc y de su segunda mujer, María Teresa de Moncada y Benavides, VII marquesa de Aitona etc. Sin descendientes. Le sucedió su hermano:
- Antonio Ponce de León y Spínola (1726-1780), XV marqués de Elche, XIV duque de Maqueda, XVII duque de Nájera, II duque de Baños, VIII duque de Aveyro, en Portugal, XI duque de Arcos, XVII duque de Nájera, marqués de Elche, etc. Le sucedió un descendiente de María de Cárdenas, hija del II duque de Maqueda:

- Vicente Joaquín Osorio de Moscoso y Guzmán (1756-1816), XVI marqués de Elche, XV duque de Maqueda, VIII duque de Sanlúcar la Mayor, VII duque de Medina de las Torres, VI duque de Atrisco, XI duque de Baena, XIII duque de Sessa, XII duque de Soma, XVI marqués de Astorga, VIII marqués de San Román (antigua denominación),  XII príncipe de Aracena, etc.

Casó con María Ignacia Álvarez de Toledo y Gonzaga.
Casó en segundas nupcias con María Magdalena Fernández de Córdoba y Ponce de León. Le sucedió su hijo del primer matrimonio:
- Vicente Isabel Osorio de Moscoso y Álvarez de Toledo (1777-1837), XVII marqués de Elche, XVI duque de Maqueda, IX duque de Sanlúcar la Mayor, VIII duque de Medina de las Torres, VII duque de Atrisco, XII duque de Baena, XV duque de Sessa, XIII duque de Soma, XIII príncipe de Aracena, etc.

Casó en primeras nupcias, el 12 de febrero de 1798, con María del Carmen Ponce de León y Carvajal, VIII marquesa del Águila, V condesa de Garcíez, hija de Antonio María Ponce de León Dávila y Carrillo de Albornoz, III duque de Montemar, VIII marqués de Castromonte, dos veces grande de España, VII marqués del Águila, V conde de Valhermoso, IV conde de Garcíez, y de María del Buen Consejo Carvajal y Gonzaga, hija de Manuel Bernardino de Carvajal y Zúñiga, VI duque de Abrantes, V duque de Linares, etc. Contrajo un segundo matrimonio el 14 de febrero de 1834 con María Manuela de Yanguas y Frías. Le sucedió su hijo:
- Vicente Pío Osorio de Moscoso y Ponce de León (1801-1864), XVIII marqués de Elche, XVII duque de Maqueda, X duque de Sanlúcar la Mayor, IX duque de Medina de las Torres, VIII duque de Atrisco, XIII duque de Baena, XVI duque de Sessa, XIV duque de Soma, IV duque de Montemar, XIV príncipe de Aracena, etc.

Casó con María Luisa de Carvajal-Vargas y Queralt, hija de José Miguel de Carvajal y Vargas, II duque de San Carlos, VI conde de Castillejo, IX conde del Puerto, y de su segunda mujer, María Eulalia de Queralt y de Silva. Le sucedió de su hija María, madre de Alfonso, la hija de éste, por tanto su biznieta:
- María Eulalia Osorio de Moscoso y López Embún (1890-1976), XIX marquesa de Elche, XVI duquesa de Soma, XII condesa de Saltes.

Casó con Víctor Telesforo Ruiz de Bucesta y Cruzat, gentilhombre grande de España con ejercicio y servidumbre del rey Alfonso XIII. Le sucedió una tataranieta del XVIII marqués de Elche:
- María del Perpetuo Socorro Osorio de Moscoso y Reynoso (1879-1980), XX marquesa de Elche, XX duquesa de Maqueda, XX duquesa de Sessa, IV duquesa de Santángelo, XX marquesa de Astorga, XIII marquesa del Águila, XIX marquesa de Ayamonte, XXIV condesa de Cabra, XII condesa de Fuenclara, condesa de Priego, condesa de Nieva, condesa de Lodosa.

Casó con Leopoldo Barón y Torres. Le sucedió, de su hija María de los Dolores Barón y Osorio de Moscoso (n. en 1917), XXI duquesa de Maqueda, XIV marquesa del Águila, XVI marquesa de Montemayor, condesa de Valhermoso, condesa de Lodosa, condesa de Monteagudo de Mendoza, baronesa de Liñola que casó con Baltasar de Casanova y de Ferrer, el hijo de ambos, por tanto su nieto::
- Luis María Gonzaga de Casanova Cárdenas y Barón (n. en 1950), XXI marqués de Elche, "XXII duque de Maqueda", V duque de Santángelo, conde de Valhermoso, conde de Lodosa, conde de Monteagudo de Mendoza, "barón de Liñola", que casó con la archiduquesa Mónica de Habsburgo-Lorena, hija del archiduque Otto de Habsburgo-Lorena, príncipe heredero de Austria-Hungría y de su esposa, la princesa Regina de Sajonia-Meiningen. (Fue desposeído de los títulos de duque de Maqueda y de barón de Liñola en 2005, siendo éstos adjudicados, en 2011, a su hermana María del Pilar Paloma de Casanova-Cárdenas y Barón (n. en 1947), XXIII duquesa de Maqueda, XIX marquesa de Ayamonte, XIV marquesa de la Villa de San Román, XXV condesa de Cabra, (estos dos títulos por designación autorizada de su tío Fernando Barón y Osorio de Moscoso, XVIII marqués de Ayamonte y XXIV conde de Cabra), condesa de Monteagudo de Mendoza, baronesa de Liñola que casó con Francisco José López Becerra de Solé y Martín de Vargas). En el marquesado de Elche le sucedió su hijo:

- Baltasar Carlos de Casanova-Cárdenas y Habsburgo-Lorena (n. en 1981), XXII marqués de Elche. Cancelada la Real Carta de Sucesión de 31 de octubre de 2003 de acuerdo con la sentencia del Tribunal Supremo de 7 de noviembre de 2018 otorgando la titularidad de este marquesado a:

- Pilar Paloma de Casanova y Barón (n. en 1947), XXIII marquesa de Elche, XXIII duquesa de Maqueda,[3] grande de España, XXII marquesa de Astorga con Grandeza de España Inmemorial, XIX marquesa de Ayamonte, XIV marquesa de la Villa de San Román, XXVI condesa de Cabra, con Grandeza de España Inmemorial, (estos dos títulos por designación autorizada de su tío Fernando Barón y Osorio de Moscoso, XVIII marqués de Ayamonte y XXV conde de Cabra), condesa de Monteagudo de Mendoza, condesa de Valhermoso, baronesa de Liñola.

Casó en 1975 con Francisco José López Becerra de Solé y Martín de Vargas, señor de Tejada,señor de Valdeosera, abogado. Poseedor, entre otras distinciones de la Encomienda de Isabel la Católica, Cruz al Mérito Militar con distintivo Blanco, comendador de la Orden del Mérito Civil , de las reales academias de Córdoba y Zaragoza, académico de número de la Academia Andaluza de la Historia. Cedió el título a su hija:
- Soledad Simitria López Becerra y Casanova, XXIV marquesa de Elche,[7] marquesa de la Vega de la Sagra.

Casada con Javier Linares y de Medina, de la casa condal de Mejorada, maestrante de Sevilla y de Ronda.